# Arminoidea
Arminoidea zijn een superfamilie van weekdieren uit de klasse van de Gastropoda (slakken).

## Taxonomie
De volgende families zijn bij de superfamilie ingedeeld:
- Arminidae Iredale & O'Donoghue, 1923 (1841)
- Doridomorphidae Er. Marcus & Ev. Marcus, 1960 (1908)